# Породы кур

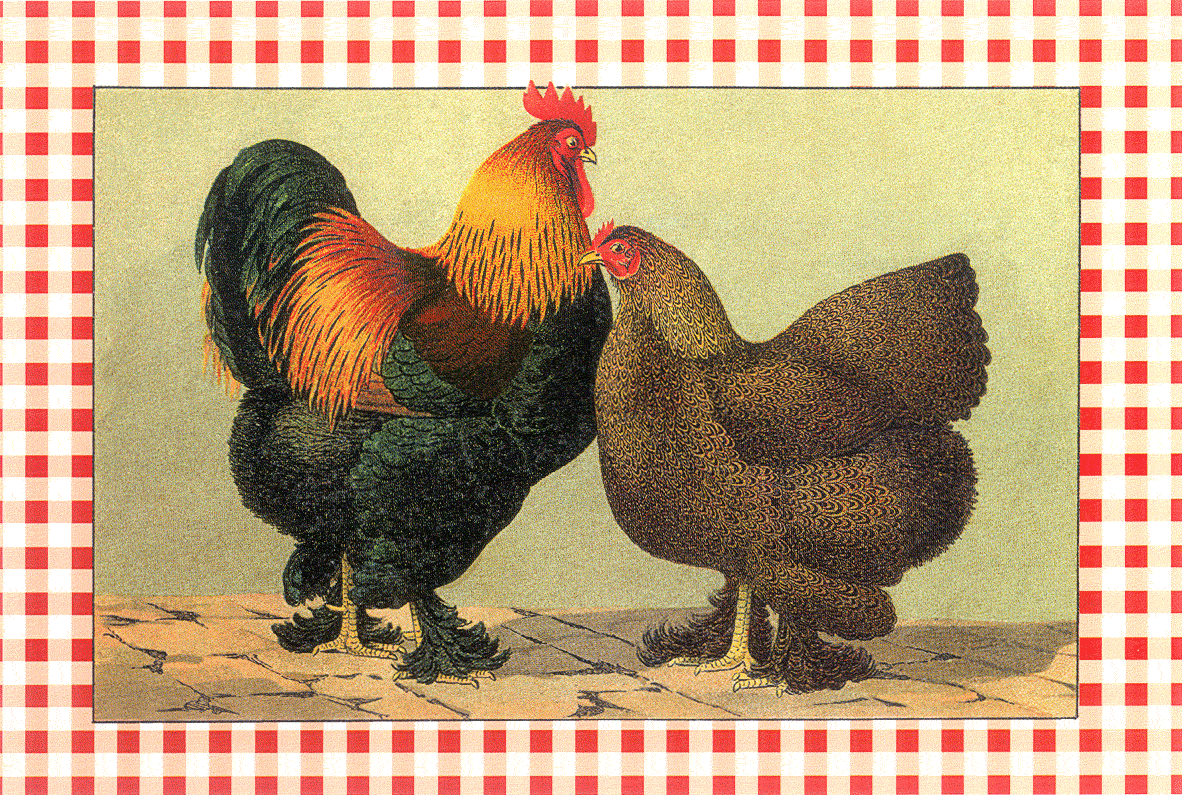
Кохинхин — мясная порода куриц.

Поро́ды куриц — это совокупность разновидностей и племенных групп одомашненных кур, созданных человеком от их диких предков — банкивских джунглевых  кур — путём искусственного отбора.

## Общие сведения
Человек приручил и одомашнил банкивскую курицу более 8000 лет тому назад. С тех пор выведены породы домашних кур, которые различаются по окраске, форме тела, направлению использования и многим другим признакам.
Существует огромное количество отдельных пород и разновидностей кур, а также и кроссов (строго прописанных сложных гибридов пород и линий), так же как и множество помесной птицы, разводимой в приусадебных хозяйствах. До настоящего времени ещё никто точно не подсчитал, сколько пород кур содержат птицеводы во всех странах мира. Ориентировочно известно, что их более 700, значительная часть которых распространена в европейском регионе, однако 32 куриные породы считаются вымершими и 286 — находящимися на грани исчезновения. В России имеется около 100 пород кур отечественного происхождения и селекции, часть из которых утрачена.
По данным оценки генетических ресурсов (генофонда) домашней птицы в странах Восточной Европы, в 1990-е годы имелось 56 местных пород и разновидностей кур, в том числе 24 были созданы в России, 8 — на Украине и 7 — в Польше, однако в целом происходили сокращение их поголовья и обеднение породного состава.
В мире существует аналогичная тенденция сокращения породного разнообразия кур, и под эгидой Продовольственной и сельскохозяйственной организации ООН (ФАО) проводится программа учёта пород домашних животных и птиц и выработки мер по их сохранению и использованию.

## Классификация пород
К главным признакам, положенным в основу классификации пород, относят направление их использования человеком, живую массу, яйценоскость, окраску оперения, форму гребня, размер и окраску яиц, сохранность молодняка и взрослой птицы и т. д.
Все породы (а также кроссы) делятся на следующие основные группы по направлению использования:
- мясные (обладают низкой яйценоскостью, но высокой массой тела и вкусовыми качествами мяса),
- яичные (обладают высокой яйценоскостью, но часто низкими вкусовыми качествами мяса, а также низкой массой тела),
- мясо-яичные (как правило, обладают средней яйценоскостью и средней или высокой массой тела, а также хорошим вкусом мяса),
- бойцовые (особи массивные, вытянутые, созданы для петушиных боев),
- декоративные (обладают необычными декоративными свойствами — карликовостью, особой расцветкой и т. д.),
- голосистые (ценится петушиное пение).

В соответствии с данной классификацией все породы кур можно сгруппировать следующим образом:
- мясные куры — брама, кохинхин и др.;
- яичные куры — леггорн, русская белая и др.;
- мясо-яичные куры — орпингтон, фавероль, виандот, австралорп, амрокс, кучинская юбилейная, московская белая, московская, нью-гемпшир, род-айланд и др.;
- бойцовые куры — азиль, английская бойцовая, новоанглийская бойцовая, индийская чёрная, куланги́, малайская, московская бойцовая, мадагаскарская (с неоперённой шеей) и др.;
- декоративные куры — сибрайт, итальянская куропатчатая, бентамка, карликовый виандот, голландская чёрная белохохлая, карликовый кохинхин, брама тёмная, курчавая, падуан, шёлковая, все карликовые породы и др.;
- голосистые куры[6] — юрловская голосистая, орловская голосистая.

## Общая характеристика
У кур яичных пород наиболее распространён листовидный гребень, который за вторым или третьим зубцом спадает набок. Куры яичных пород весят 1,8—2,2 кг, петухи — 2,7—3,0 кг; мясо-яичных пород — соответственно 2,5—3,0 и 3,5—4,0 кг; мясных — 3,0—3,5 и 3,5—4,5 кг. Цыплята при рождении весят 30—35 г.
Цыплята мясо-яичных пород в 70—80-суточном возрасте обычно весят на 20—30 % больше, чем цыплята яичных пород. Бройлеры к 60—65 суткам достигают 1,5—1,6 кг. Белое мясо бройлеров является диетическим продуктом, в нём свыше 20 % полноценных белков и лишь 5—7 % жира.
Птица яичных пород более скороспела, чем мясо-яичных. Яйценоскость кур яичных пород 200—220 яиц в год, в лучших племенных хозяйствах — 220—250, рекордная — 365 яиц. Наиболее высокая яйценоскость у межпородной и межлинейной гибридной птицы, селекционированной по яйценоскости и качеству яиц. Первые снесённые яйца весят 40—50 г, к годовалому возрасту — 55—65 г. Яйца кур мясо-яичных пород мельче, чем яичных.

## Алфавитный список пород
| # А Б В Г Д Е Ё Ж З И К Л М Н О П Р С Т У Ф Х Ц Ч Ш Щ Э Ю Я |

### A
- Австралорп
  - чёрно-пёстрый[K 1]
  - чёрный (англ. Black Australorp)
  - белый
  - голубой
- Адлерская серебристая[K 1][K 2]
- Азиль (англ. Asil, или Aseel)
- Альтштайрер
- Азербайджанская местная[K 1]
  - пёстрая
  - чёрная
- Азиатская хохлатая[K 1] — состояние неизвестно[K 3]
- Анатолийская, или астраханская[K 1] — не сохранилась[K 3]
- Амераукана
- Амрокс
- Английская бойцовая
  - старая (англ. Old English Game)
- Андижанская бойцовая[K 1] — состояние неизвестно[K 3]
- Андалузская
- Анкона (англ. Ancona)
  - с листовидным гребнем
  - с розовидным гребнем
- Аннабергская хохлатая курчавая
- Антверпенская карликовая бородатая
- Аппенцеллер
- Араукана
- Арзамасская[K 1] — не сохранилась[K 3]
- Армянская местная[K 1] — состояние неизвестно[K 3]
- Аугсбургер

### Б
- Барневельдер (англ. Barnevelder)
- Бассэт

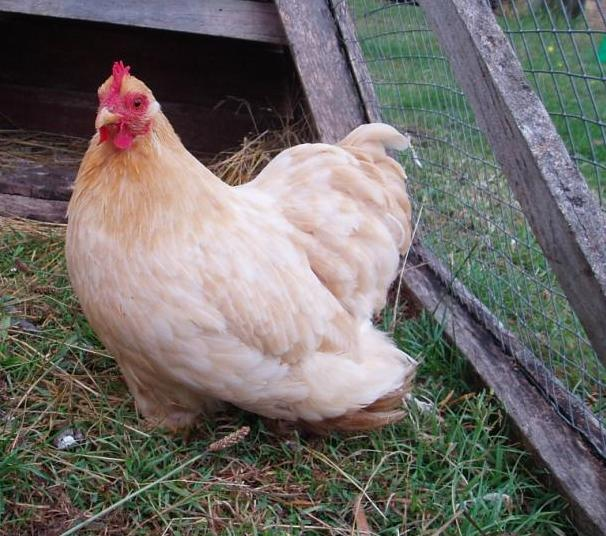
Пекинская бентамка

- Баташёвская барашковая курица — шарик[K 1] — не сохранилась[K 3]
- Баташёвская курица с изумрудным отливом перьев[K 1] — не сохранилась[K 3]
- Баташёвская курица с розовой шеей[K 1] — не сохранилась[K 3]
- Башкирская курица[K 1] — состояние неизвестно[K 3]
- Бедуин (англ. Bedouin)
- Бентамка
- Брабантская
- Брама
- Бреда
- Брекель
- Бресская (фр.)
  - чёрная (фр. Bresse Noire)
- Брюггская бойцовая
- Бухарская[K 1] — состояние неизвестно[K 3]

### В
- Ватермаальская карликовая бородатая

- Вельзумер (нем. Welsummer)
- Вестфальский тотлегер (нем. Westfälische Totleger)
- Виандот
- Виандот карликовый
- Виллафранкина красная (англ. Red Villafranquina)
- Воронежская белая, или песковская белая[K 1] — состояние неизвестно[K 3]
- Воронежская чёрно-пёстрая[K 1] — состояние неизвестно[K 3]

### Г

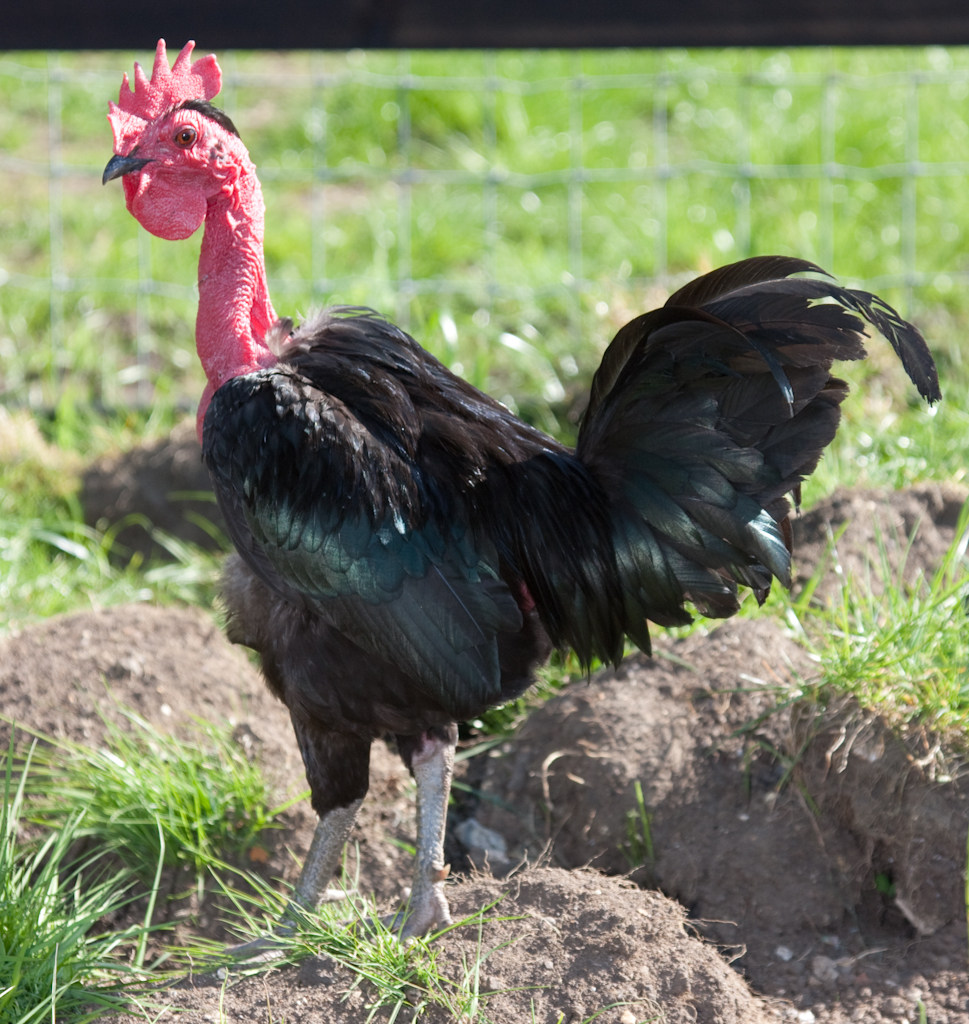
Петух голошейной породы

- Гамбургская (англ. Hamburg, или Hamburgh)
- Гилянская[K 1] — не сохранилась (ведётся работа по восстановлению)[K 3]
  - алая
  - белая
  - голубая
  - ситцевая
  - чёрная
  - цветная
- Гифуджидори
- Голландская чёрная белохохлая
- Голошейная[K 1]
- Грузинская бойцовая[K 1] — редкая[K 3]
- Грузинская местная[K 1]
  - ванана (ванания, анановская, сого)
  - кочора
  - мегрула
  - нацара
  - чалиспери
  - чиа
- Гудан (англ. Houdan, фр. Houdan)
- Гурнэ[фр.] (фр. Gournay)
- Гуцульская хохлатая[K 1] — состояние неизвестно[K 3]

### Д
- Делавэрская голубая (порода кур)[англ.]
- Джерсийский гигант
- Дикастая Полесья[K 1] — состояние неизвестно[K 3]
- Доминикская, или доминик (англ. Dominique)
- Доркинг (англ. Dorking)
- Донг-тао

### Е
- Ереванская[K 1]
  - красная
  - пурпурная
  - чёрная

### З
- Загорская[K 1]
  - белая — не сохранилась[K 3]
  - лососёвая[K 2]

- Зеленоножка
  - куропатчатая (англ. Green-legged Partrigenous, или Greenleg Golden Pencilled, пол. Zielononóżka kuropatwiana)
- Зундхаймер[нем.] (нем. Sundheimer)

### И
- Ивановская бойцовая[K 1] — не сохранилась[K 3]
- Индийская бойцовая
- Индийская чёрная
- Исландский ландрас (англ. Islandic Landrace)
- Испанская (порода кур) (англ. Spanish)

### Й
- Йокогама

### К

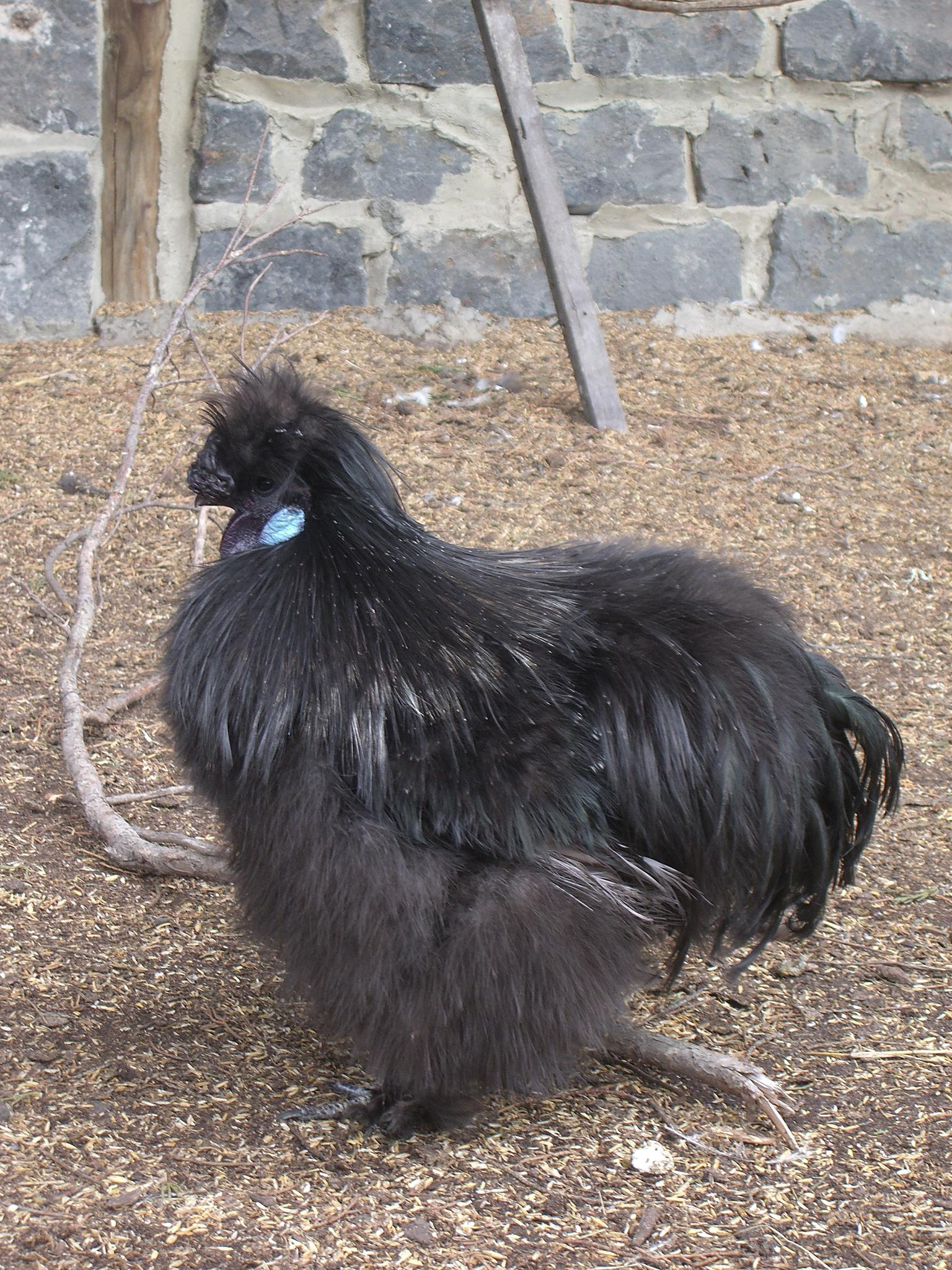
Китайская шёлковая

- Кабардинская[K 1] — состояние неизвестно[K 3]
- Кавказская пуховая[K 1] — состояние неизвестно[K 3]
- Казак[K 1] — не сохранилась[K 3]
- Калифорнийская серая
- Кампинская
- Капунок[K 1] — не сохранилась[K 3]
- Кастеллана чёрная (англ. Black Castellana, исп. Castellana negra)
- Киргизская[K 1]
- Киргизская местная[K 1] — состояние неизвестно[K 3]
- Китайская бойцовая
- Китайская шёлковая[англ.] (англ. Silkie)
- Корниш
  - белый
  - тёмный[англ.] (англ. Dark Cornish)
  - англ. Jubilee Cornish Game
- Косовская голосистая
- Котляревская[K 1][K 2]
- Кохинхин, или кохинхинка
- Карликовый конхинхин
- Красная белохвостая
- Красношапочная (англ. Red Cap)
- Кревкёр (фр. Crèvecœur)
- Куланги́, или узбекская бойцовая[K 1]
- Курчавая
- Кучинская юбилейная[K 1][K 2]
  - золотистая
  - бурая

### Л
- Лакенфельдер
- Лангшан (англ. Langshan и Croad Langshan)
- Латвийская карликовая[K 1]

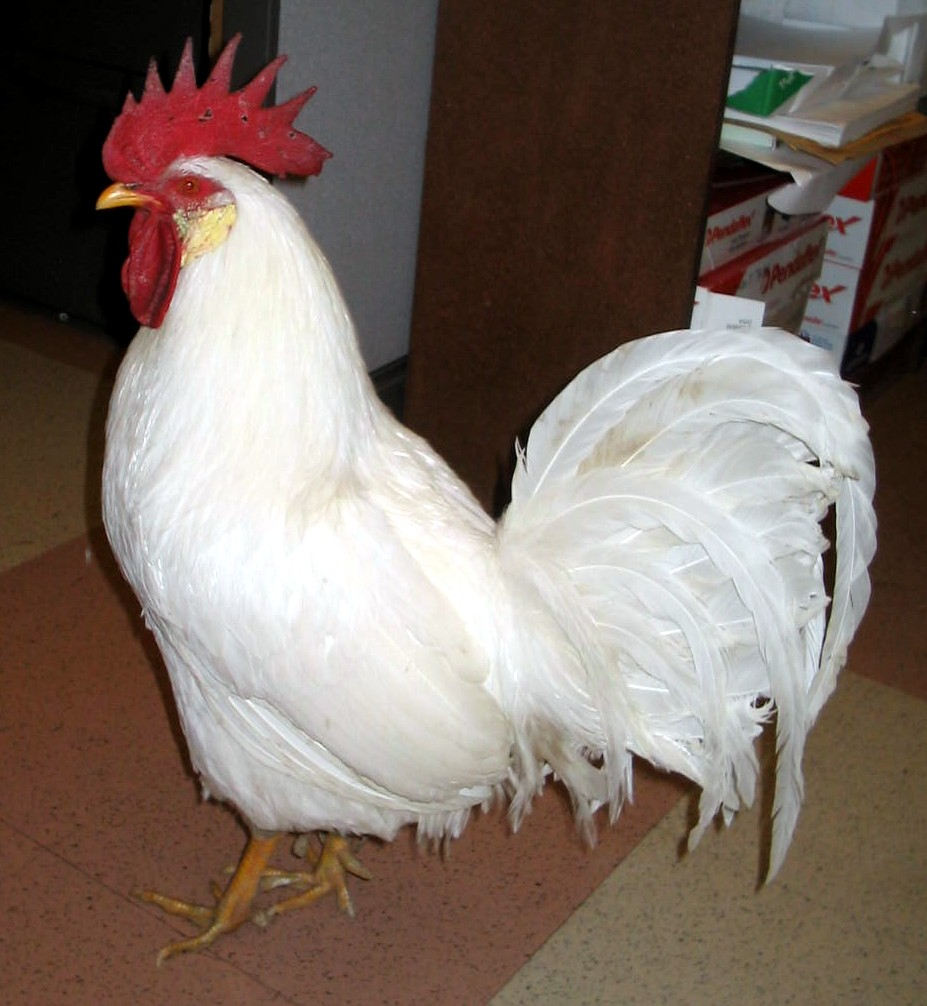
Белый леггорн

- Латвийская красная, или элейская красная белоушка[K 1]
- Лафлеш
- Леггорн
  - белый (англ. White Leghorn)
  - тёмно-бурый (англ. Dark Brown Leghorn)
  - светло-бурый (англ. Light Brown Leghorn), или итальянская куропатчатая
  - с листовидным гребнем
  - с розовидным гребнем
- Леггорн карликовый
  - белый, или мини-белая[K 1]
  - полосатый, или мини-полосатая[K 1]
  - чёрный, или мини-чёрная[K 1]
- Ленинградская белая[K 1]
- Ленинградская золотисто-серая[K 1]
- Ленинградская ситцевая[K 1]
- Ливенская[K 1] — возможно, сохранилась в Волгоградской области[K 3]
  - с листовидным гребнем
  - с розовидным гребнем
- Лиянг
  - ранооперяющаяся
  - позднооперяющаяся
- Ломанн Браун (кросс)
- Львовская королевская[K 1] — состояние неизвестно[K 3]

### М
- Малайская бойцовая
- Маргеланская бойцовая[K 1] — состояние неизвестно[K 3]
- Маран (фр. Marans)
- Молдавская курица, или бессарабская курица[K 1] — состояние неизвестно[K 3]
- Московская[K 1][K 2]
- Московская белая[K 1][K 2]
- Московская бойцовая[K 1][K 2] — на грани исчезновения[K 3]
- Московская чёрная[K 1] — утверждена в 1980 году

### Н
- Нагоя[яп.], или нагойя (англ. Nagoya)
- Нижнедевицкая, или палевая чернохвостая[K 1] — возможно, сохранилась в Воронежской области[K 3]
- Нью-гемпшир

### О
- Онагадори
- Оравка (словац. Orávka)
- Орловская[K 1]
  - алая (красная, ореховая) бурогрудая
  - алая (красная, ореховая) черногрудая
  - белая
  - глинистая (жёлтая)
  - карликовая белая
  - карликовая красная
  - карликовая ситцевая
  - махагоновая бурогрудая
  - махагоновая черногрудая
  - полосатая
  - пятнистая красно-белая
  - ситцевая (красно-чёрно-белая)[K 2]
  - чёрная
- Орпингтон
- Охики

### П

Петух породы полосатый плимутрок

- Павловская[K 1] — не сохранилась, восстанавливается[K 3][9][10][11]
  - дымчатая
  - золотистая
  - серебристая
- Падуан
- Панциревская[K 1]
  - белая[K 2]
  - чёрная[K 2]
- Первомайская[K 1]
- Пероногая немецкая карликовая

- Плимутрок
  - белый
  - полосатый
- Полтавская (англ. Poltava)[K 1][5][12][13]
  - глинистая

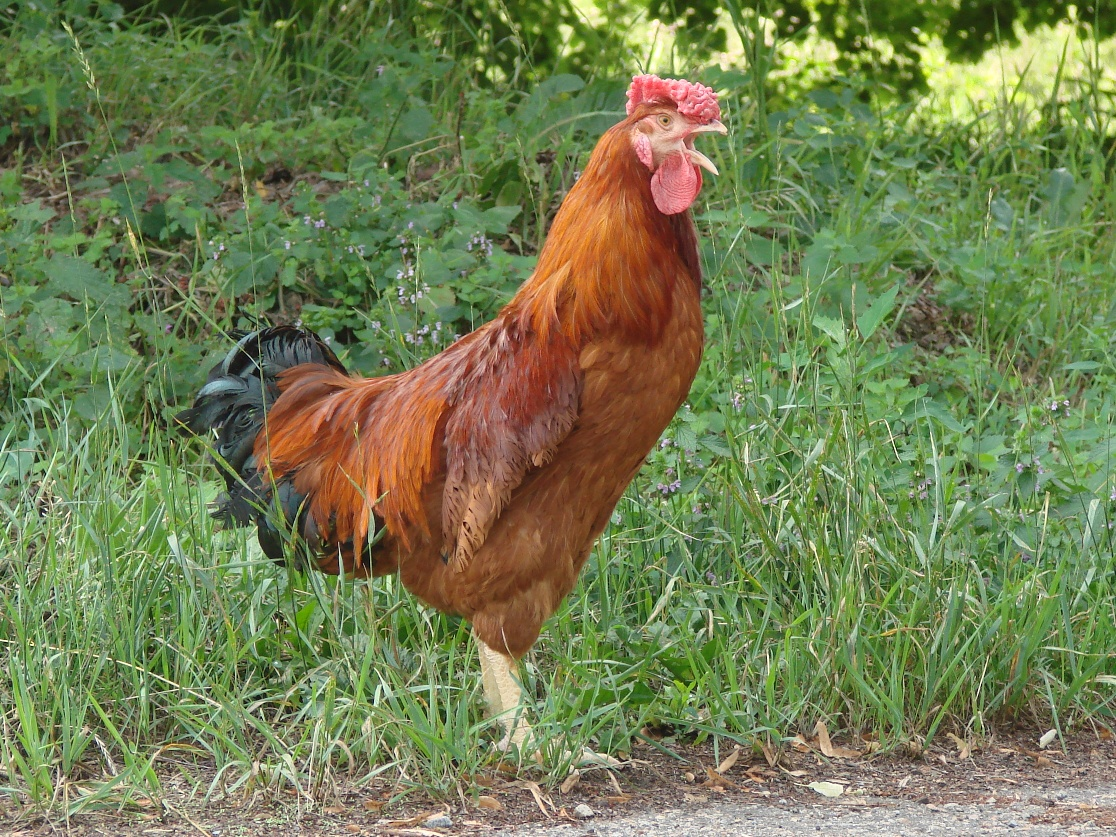
Полтавский глинистый петух

  - зозулястая (или кукушечная) — не сохранилась, восстанавливается[K 3][5][13][14]
  - чёрная (или украинская чёрная) — не сохранилась, восстанавливается[K 3][5][13][14]
- Прикарпатская зеленоножка[K 1] — возможно, сохранилась в частных хозяйствах[K 3]
  - белая
  - куропатчатая
- Псковская коротконожка[K 1] — состояние неизвестно[K 3]
- Пушкинская полосато-чёрная[K 1]

### Р
- Речицкая[K 1] — состояние неизвестно[K 3]
- Род-айланд
  - белый[англ.] (англ. Rhode Island White)
  - красный[англ.] (англ. Rhode Island Red)
- Русская белая[K 1]
- Русская курица, или русская неулучшенная, или русская деревенская, или русская крестьянская, или русская беспородная, или русская простая[K 1] — возможно, сохранилась в частных хозяйствах[K 3]
- Русская хохлатая[K 1][K 2]
  - с розовидным гребнем
  - с гороховидным гребнем
- Русская чёрная бородатая, или глухарь, или галан, или барская курица[K 1][K 2] — очень редкая[K 3]
- Русский королёк, или курская пеструшка[K 1]
  - белая
  - золотистая
  - крапчатая
  - ситцевая

### С
- Самаркандская бойцовая[K 1] — состояние неизвестно[K 3]
- Сатсума (Satsuma)
- Серпуховская бойцовая[K 1] — не сохранилась[K 3]
- Сибирская мохноножка[K 1] — не сохранилась (ведётся работа по восстановлению)[K 3]
- Сибирская палевая[K 1] — возможно, сохранилась у населения в Сибири[K 3]
- Сибрайт
- Сицилийский баттеркап
- Савино-бородатая (англ. Owl-bearded, или Uiledbaarder)
- Старая скандинавская (англ. Old Scandinavian)
- Султанская, или султанка (англ. Sultan, фр. Sultane)
- Суссекс
- Сяошань

### Т
- Тарусская улучшенная[K 1] — не сохранилась[K 3]
- Томару[нем.] (англ. Tomaru)
- Тотенко (англ. Totenko)
- Трансильванская голошейная
- Тузо
- Турецкая голосистая
- Туркменская бойцовая[K 1] — состояние неизвестно[K 3]
- Тюрингская бородатая
- Тюрингская карликовая бородатая

### У
- Украинская хохлатая, или украинская чубатая[K 1]
- Ушанка, или русская ушанка, или малороссийская ушанка, или южнорусская ушанка, или украинская ушанка[K 1][K 2]
  - с листовидным гребнем
  - с розовидным гребнем

### Ф
- Фавероль
- Файюми
- Феникс
- Финский ландрас (англ. Finnish Landrace)
- Форверк (англ. Forverk)
- Фризская

### Ц
- Царская курица (Цесарка)[K 1] — не сохранилась[K 3]

### Ч
- Чабо[англ.] (англ. Chabo, или Japanese Bantam)
  - с нормальным пером
  - курчавая
  - шёлковая
- Чешская золотистая

### Ш
- Шабо
- Шамо (англ. Shamo)
- Шершетки[K 1] — не сохранилась[K 3]
- Шококу (англ. Shokoku)
- Шпанка белоушка[K 1] — состояние неизвестно[K 3]

### Ю
- Юрловская голосистая[K 1][K 2][15]

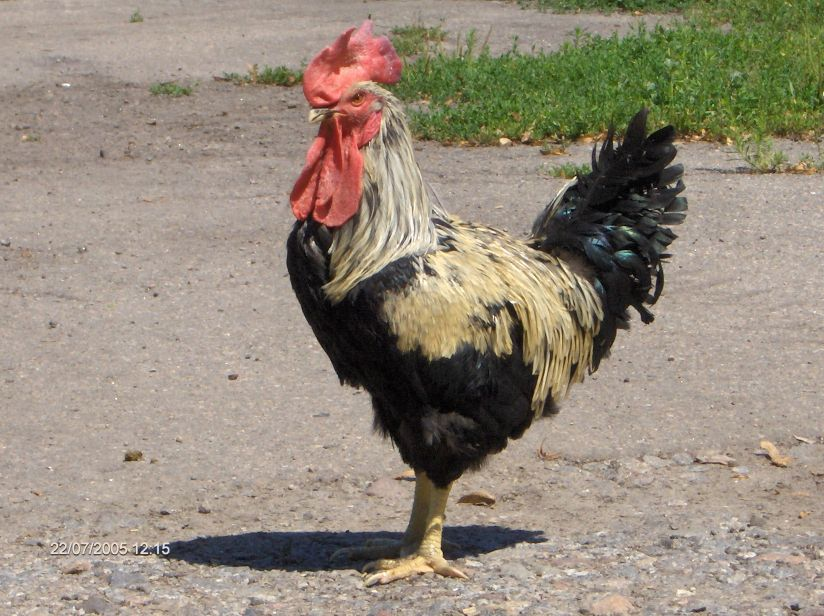
Юрловский голосистый петух

  - с листовидным гребнем и неоперёнными ногами
  - с листовидным гребнем и оперёнными ногами
  - с гороховидным гребнем и неоперёнными ногами
  - с гороховидным гребнем и оперёнными ногами

### Я
- Ява
- Ялтинская карликовая[K 1] — состояние неизвестно[K 3]
- Ямато гункай
- Яэрхюнс[англ.] (норв. Jærhøns)

Комментарии
1. 1 2 3 4 5 6 7 8 9 10 11 12 13 14 15 16 17 18 19 20 21 22 23 24 25 26 27 28 29 30 31 32 33 34 35 36 37 38 39 40 41 42 43 44 45 46 47 48 49 50 51 52 53 54 55 56 57 58 59 60 61 62 63 64 65 66 67 68 69 70 71 72 73 74 75 76 77  Порода или её разновидность, известная как местная или выведенная на территории бывшего СССР[2][7].
2. 1 2 3 4 5 6 7 8 9 10 11 12 13 14  Порода российской селекции, зарегистрированная в Министерстве сельского хозяйства Российской Федерации (МСХ РФ) в 2007 году[8].
3. 1 2 3 4 5 6 7 8 9 10 11 12 13 14 15 16 17 18 19 20 21 22 23 24 25 26 27 28 29 30 31 32 33 34 35 36 37 38 39 40 41 42 43 44 45 46 47  Состояние указано на начало XXI века.

## Окраска и расцветка оперения
Окраски кур очень разнообразные. Бывают одноцветные и со множеством цветов. У некоторых расцветок имеются красивые окантовки.

## Генетика
С помощью микросателлитных и других генетических маркеров проводят исследования генетического разнообразия, филогенетического родства и эволюционных взаимоотношений между породами и популяциями домашних кур и внутри рода Gallus в целом (включая дикого предка кур — банкивскую джунглевую курицу). По результатам генетических исследований, в том числе с использованием морфологических дискретных признаков, промеров тела, биохимических маркеров и активности эстеразы-1 сыворотки, изученные породы кур могут быть отнесены к четырём эволюционным типам: яичному (или средиземноморскому), бойцовому, мясному типам и бентамкам. При этом наибольшее филогенетическое сходство с предковой формой Gallus gallus имеют породы средиземноморского происхождения и/или настоящие бентамки, что может отражать ранние стадии эволюции современного породного состава кур.